# Muntanitz
Muntanitz är ett berg i Österrike.   Det ligger i distriktet Lienz och förbundslandet Tyrolen, i den centrala delen av landet, 300 km väster om huvudstaden Wien. Toppen på Muntanitz är 3 232 meter över havet, eller 851 meter över den omgivande terrängen. Bredden vid basen är 7,7 km.
Terrängen runt Muntanitz är huvudsakligen mycket bergig. Runt Muntanitz är det ganska glesbefolkat, med 26 invånare per kvadratkilometer.. Närmaste större samhälle är Matrei in Osttirol, 9,2 km sydväst om Muntanitz. 
Trakten runt Muntanitz består i huvudsak av gräsmarker.